# Les Filles (pièce de théâtre)
Pour les articles homonymes, voir Les Filles.
Les Filles est une pièce de théâtre française de Jean Marsan datant de 1964 et créée au théâtre Édouard-VII à Paris, le 4 avril 1965. Comédie en trois actes et en prose, la pièce est reprise avec la même distribution au théâtre de la Porte-Saint-Martin à Paris, la même année, puis au théâtre Marigny, toujours à Paris, douze années plus tard. Elle est  enregistrée le samedi 19 mars 1977 et diffusée le vendredi 30 septembre 1977 sur la chaîne TF1, dans le cadre de l'émission Au théâtre ce soir. 

## Intrigue
Déambulant rue de Caumartin à Paris, Gaspard, homme d'une certaine prestance, s'imagine qu'une jeune fille lui fait des propositions. Mais la facétieuse Corinne se joue de lui. Intrigué et apparemment séduit, Gaspard la suit jusque chez ses parents. Après s'être introduit dans leur domicile, il est troublé car il estime être arrivé dans une « maison close ». Il y fait la connaissance de plusieurs filles dont Renata, jeune allemande employée au pair qu'il trouve charmante. Mais les parents de Corinne, Robert et Paula Chambriac vont venir jeter le trouble et les quiproquos. 

## Distribution
En 1965, au Théâtre Edouard-VII, premières représentations
- Adaptation et dialogues : Jean Marsan
- Mise en scène Jean Le Poulain
- Décors : Claude Catulle

- Marthe Mercadier : Paula
- Catherine Lafond : Elisabeth
- Geneviève Fontanel : Corinne
- Jean-Jacques (acteur) : Gaspard
- Joël Martineau : Guy
- Jean Marsan : Robert
- Jacques Deschamps (acteur) : Fredo
- Rosine Luguet : Beatrice
- Patrick Dewaere : le jeune garçon (crédité Patrick Maurin)
- Agnès Desroches : Patricia
- Cendrine Carnero : Odile